# 在一起，就好
《在一起，就好》（英語：Stand By Me）（原劇名《夢想時代》），2016年TVBS歡樂台第九部原創概念劇，由鍾承翰、曾沛慈、陳彥允、陳艾熙領銜主演，於2016年7月28日開拍，11月12日於TVBS歡樂台首播，11月17日殺青。本劇獲得中華民國文化部104年補助高畫質電視節目一般型連續劇類新臺幣600萬元。故事講述921大地震受難者勇於追夢的故事，非真人真事。戲末播出幕後花絮《當我們同在一起》播放漏網鏡頭。

## 播出時間
以下時間以當地時間（台灣時間）為準

### 首播
| 頻道       | 所在地 | 播映日期       | 播出時間               |
| ---------- | ------ | -------------- | ---------------------- |
| TVBS歡樂台 | 臺灣   | 2016年11月12日 | 每週六 22:00 - 23:30   |
| KKTV       | 臺灣   | 2016年11月13日 | 每週六 23:30更新       |
| LINE TV    | 臺灣   | 2016年11月13日 | 每週日 12:00更新       |
| CHOCOTV    | 臺灣   | 2016年11月13日 | 每週日 12:00更新       |
| LiTV       | 臺灣   | 2016年11月13日 | 每週日 12:00更新       |
| 佳樂台     | 新加坡 | 2018年4月30日  | 星期一至五 23:05-00:00 |

### 重播
| 頻道       | 所在地 | 播映日期       | 播出時間             |
| ---------- | ------ | -------------- | -------------------- |
| TVBS歡樂台 | 臺灣   | 2016年11月13日 | 每週日 13:00 - 14:30 |

## 演員列表

### 主要演員
| 演員   | 角色   | 介紹 | 登場集數          |
| 鍾承翰 | 杜偉霆 | 30歲，ACE戲劇總監→ASTAR製作人→ACE執行副總→ASTAR總經理 言談舉止進退有度風度翩然的完美紳士，因從小到大受盡人情冷暖，習慣有保護色。手腕高明料事如神的他怎樣也沒算到，會在ASTAR遇到一個可以牽拖到他們祖宗八代是遠親表姑姪關係的韓曉琪，甚至還把她對他的種種無賴表現賴給了愛情。為了彌補父親曾犯下的過錯，而盡心照顧這位不請自來的小表姑，卻在不知不覺中喜歡上韓曉琪。經好哥們的提醒和長輩們的激勵以及意外的一吻，而提起勇氣向曉琪告白並交往。後因楊芸菁善意的謊言造成曉琪的誤會，加上過去的真相爆發，而在金花姑婆的請託下默然與曉琪分手。但當曉琪陷入童年陰影的惡夢中時，仍努力不懈的陪伴在她的身邊。最後與曉琪過著幸福甜蜜的生活。新家規是一天至少要和曉琪親三次 | 全劇              |
| 曾沛慈 | 韓曉琪 | 24歲，ASTAR製作公司新進菜鳥專案執行 開朗熱情對每個人都自來熟，從小就立志要用她的DV攝影機，讓社會最微弱的聲音能被聽見。誤打誤撞進入ASTAR製作公司，在電視男神製作人杜偉霆旗下努力實現她的企劃，意外發現兩人在輩分上有遠親表姑侄的關係，杜偉霆還是那個曾經對她訴說過籃球夢的小男孩。患有幽閉恐懼症， 總是習慣隨身攜帶水及手電筒，是921大地震的倖存者。以身作則的幫助表姪兒克服心理障礙後，雖發現自己喜歡上杜偉霆，卻因害怕傷害好姐妹楊芸菁而不敢表白。由於意外的一吻以及長輩們的激勵下，情不自禁接受了杜偉霆的告白。後因阿菁善意的謊言對偉霆產生誤會，加上得知生母過世真相的打擊，因而拿出"有球必應"主動向偉霆提分手，並婉拒張定方深情的告白。最後因憶起童年的陰影而自我封閉，但在家人朋友及最親愛的人耐心的陪伴下，終於從漫長的惡夢中甦醒。最後與偉霆過著幸福甜蜜的生活。 | 全劇              |
| 陳彥允 | 張定方 | 29歲，麵店老闆 隱藏版身份為富二代，外表幽默風趣內心沉穩內斂，可以靠富爸爸的他，卻偏偏要靠他自己，不按家裡安排的接班之路深造，隨性而為。曾經在ACE當記者，後來癡迷廚藝，在電視台旁邊開了切仔麵攤。遇上對人生超熱情、超認真的韓曉琪以後，漸漸改變他的人生觀及愛情。杜偉霆的學弟，至學生時期起，和偉霆一直是互相力挺的好哥兒們。對曉琪抱持著好感，當曉琪需要幫助的時候總會及時出現。在曉琪及偉霆分手後，便把握機會向曉琪告白。雖然遭到婉拒且得知學長接受分手的原因，仍坦然面對並繼續默默陪伴在陷入惡夢中的曉琪身邊。喜歡韓曉琪 | 全劇              |
| 陳艾熙 | 楊芸菁 | 29歲，ACE電視台戲劇總監 ASTAR總經理楊台生的女兒，外表高貴冷艷好勝內心善良柔弱。楊父和杜父當年是新聞台同事兼好友，因此楊芸菁和杜偉霆是從小玩在一塊的青梅竹馬，然而韓曉琪的出現慢慢地改變杜偉霆和她之間的相處模式，才赫然察覺她早就習慣杜偉霆一直陪伴在身邊。為了幫偉霆完成夢想而接受娜總的邀請，接任了戲劇總監的職位。學生時期曾與張定方交往過。 | 3-14              |
| 章廣辰 | 張仲凱 | 28歲，定凱科技公司新任執行長 在張父刻意安排的兄弟接班競爭中，他從小各個方面都表現比哥哥張定方優異、 因此倍受疼愛、 霸氣囂張、 不可一世。因哥哥擁有的他也不能少，於是和ASTAR購物台合作，並順勢成為ACE電視臺最大的股東，但最後以失敗收場。雖與哥哥張定方互看不順眼、經常鬥嘴打架，其實最愛吃哥哥煮的麵。 | 5-7,9-12,14-15    |
| 方季惟 | 李娜   | ACE總裁 是個霸氣的女強人，因看出杜偉霆的野心而數度替他踩煞車。看似堅強、冷酷，實則受盡丈夫家暴的折磨。年輕時與杜威有過一段情，被偉霆挖掘出當年的真相後，決心負起責任坦誠一切。 | 1-8,10-13         |
| 顏嘉樂 | 黃金花 | 包子店老闆娘，韓曉琪的養母 由於早年喪夫且膝下無子，渴望孩子的她在921大地震後接受杜父的請託收養了曉琪，並對她視如己出。喜歡與街坊鄰居看八點檔閒聊，是江雨薇的粉絲。曉琪的身世被揭發後，陪伴著她度過童年陰影的惡夢。 曉琪的養父姓韓，故從夫姓故被稱呼為韓黃金花。 | 1-5,9-10,12-13,15 |

### 其他演員
| 演員   | 角色             | 介紹 | 登場集數            |
|        | 楊台生           | ASTAR總經理，楊芸菁的爸爸 與李娜及杜威曾是新聞三劍客，對於當年與老友共同做出的錯誤報導十分內疚。 | 1-8,11-13           |
| 馬國畢 | 徐天寶           | ACE購物台台長 亦是李娜的外甥，經常找杜偉霆的麻煩。 | 2-5,7,10            |
| 周宏   | 發哥             | ACE購物台員工 負責將欲上檔賣的商品送交ASTAR。 | 1-5,7,10-11         |
| 江國賓 | 詹大川 （James） | 李娜的丈夫，ACE電視臺的老董事。曾為詹大建設集團負責人，為了隱瞞建設疏失的弊端不擇手段，並為報復妻子當年的不忠而經常搞外遇。 | 1,7,11,13           |
| 余妮   | 夏蜜兒           | ASTAR員工 在公司負責節目企劃﹑網購達人。韓曉琪的閨密。後期被晉升為戲劇節目的專案製作人。 | 1-11,13-15          |
| 游小白 | 侯子聰           | ASTAR首席攝影師 只有美的事物，才會引起他的注意。夏蜜兒是他的好搭檔。後期被晉升為網購節目《蝦拼Queen》的專案製作人。 | 1-11,13-15          |
| 盧芃宇 | Lily             | ASTAR員工 負責商品代言及展示的模特兒。 | 1,3-5,9             |
| 林健寰 | 杜威             | 杜偉霆的父親 曾為最具權威﹑最專業的主播，後因一次意外而錯誤報導曉琪和小豬的身份而引咎辭職。雖然因病而不認得自己的兒子，其記憶卻仍停留在當年身為主播的情境中。年輕時與李娜有過一段情，並不惜為其扛下當年過失的責任，後期因病情惡化，而抱著對韓曉琪的歉疚過世。 | 1,4,7-9,11,13       |
| 應蔚民 | 師公亮           | 曉琪家的鄰居，是一位廟公，曾幫金花嬸為曉琪的愛情求神問卜。一直喜歡著金花，並願意耐心等待對方的答覆。 | 1-3,5,9-10,12-13,15 |
| 菲菲   | 大塊姨           | 曉琪家的鄰居，常常到金花的包子店串門子、話家常。 | 1-3,5,9-10,12,15    |
| 余晉   | 劉傑             | 定凱科技執行長特助 張仲凱的助理，不論執行長到哪洽公應酬總是隨侍在側，對主子十分忠心。 | 6-12,14-15          |
| 曾莞婷 | 江雨薇           | ACE八點檔女主角 為了保住自己的女主角地位，聽從娜總的計謀陷害杜偉霆，實際上卻是杜偉霆為了保護她，而在娜總面前上演的一齣戲。 | 1-2,7-8             |
| 陳博正 | 陳阿公           | 祖傳烏魚腱攤販，每天擺攤販售卻堅持一天只賣一萬塊，源自於多年前的一段兄弟情。 | 2                   |
| 小亮哥 | 陳叔公           | 陳阿公的弟弟，祖傳烏魚腱秘方的創始人，年輕時因賭博欠債而跑路。為了拍出烏魚腱真正的品牌故事，杜偉霆將行動不便的他從療養院帶回，讓他能與哥哥共同攜手販賣祖傳烏魚腱。                                                                                            | 2                   |
| 張哲豪 | 陳兒子           | 陳阿公的兒子，屢見父親不願接受電視臺的採訪，欲將韓曉琪等人驅離。 | 2                   |
| 陳萬號 | 謝老闆           | 面膜公司老闆，因ACE購物台毀約而導致預留的庫存滯銷，屢次前往電視臺商談時遇到韓曉琪，並受到曉琪熱心的幫助讓商品在網路上獲得好評。 | 5                   |
| 林小樓 | 沈媽媽           | 921大地震的罹難者家屬。韓曉琪小時候的鄰居，與曉琪見面後，逐漸喚起曉琪在地震前的童年記憶。 | 3,5,7-8             |
| 簡浩   | Dragon Lin       | NBA的明星球員，因傷而躲避媒體，但在曉琪的鼓勵下重新振作，並接受電視臺的戲約。 | 9-11                |

### 客串演員
| 演員     | 角色       | 介紹 | 登場集數    |
| 陳為民   | 陳為民     | 遇上車禍，被曉琪拯救。 | 1           |
| 邊品憲   | 男演員     | ACE八點檔《死了都要愛》飾演渣男。 | 1           |
| 張皓明   | David      | ASTAR會計小姐的男朋友、Dragon Lin的經紀人。 | 1,8,9-10    |
| 古曜誠   | 少年杜偉霆 | 決心要讓杜威變成球星老爸的活潑大男孩，但在一場意外後，卻再也無法進到NBA。921地震後曾在金花表姑婆家住過一個月，因而認識被收養的曉琪，並送過她一臺DV，離開前還留下了"有球必應"做為日後的報答。                             | 3           |
| 亦恬     | 童年韓曉琪 | 小時候的曉琪，經常和媽媽玩起「捉迷藏」的遊戲，但她不知道，這只是媽媽為了別讓她對童年留下陰影，而刻意跟她玩的…直到長大後，才終於知道這些殘酷的真相。921地震後在養父母家認識了借宿一個月的偉霆，並非常珍惜他當時贈送的DV。 | 2-5,8,14,15 |
| Mr. Lucy | 小熊       | 韓曉琪小時候經常帶在身邊的玩偶。 |             |
| 謝子新   |            | |             |
| 魏文良   | 林董       | |             |

## 電視劇歌曲
| 曲別   | 歌名                  | 演唱者 | 作詞   | 作曲   |
| 片頭曲 | Can't Stop Loving You | 陳彥允 | 陳彥允 | 陳彥允 |
| 片尾曲 | 我的淚                | 曾沛慈 | 林奕秀 | 林奕秀 |
| 插曲   | 夢中情人              | 陳彥允 | 陳彥允 | 陳彥允 |
| 插曲   | I'm Burning           | 陳彥允 | 陳彥允 | 陳彥允 |
| 插曲   | 玩具熊                | 李玉璽 | 李玉璽 | 李玉璽 |
| 插曲   | 光的定律              | 朱俐靜 | 朱俐靜 | 朱俐靜 |
| 插曲   | 說過                  | 曾沛慈 | 鄭勝元 | 鄭勝元 |

## 收視率

### TVBS歡樂台週六首播收視率
| 播出日期                                                                  | 集數       | 平均收視 | 排名 | 備註 |
| ------------------------------------------------------------------------- | ---------- | -------- | ---- | ---- |
| 2016年11月12日                                                            | 1          | －       | －   |      |
| 2016年11月19日                                                            | 2          | 0.11     | 5    |      |
| 2016年11月26日                                                            | 3          | －       | －   |      |
| 2016年12月3日                                                             | 4          | 0.12     | 5    |      |
| 2016年12月10日                                                            | 5          | －       | －   |      |
| 2016年12月17日                                                            | 6          | －       | －   |      |
| 2016年12月24日                                                            | 7          | 0.12     | 5    |      |
| 2016年12月31日跨年期間，TVBS推出新北耶誕城精華版，故本劇暫停播出一次      |            |          |      |      |
| 2017年1月7日                                                              | 8          | 0.19     | 5    |      |
| 2017年1月14日                                                             | 9          | -        | -    |      |
| 2017年1月21日                                                             | 10         | -        | -    |      |
| 2017年1月28日適逢農曆春節假期，TVBS將推出過年特別節目，故本劇暫停播出一次 |            |          |      |      |
| 2017年2月4日                                                              | 11         | -        | -    |      |
| 2017年2月11日                                                             | 12         |          |      |      |
| 2017年2月18日                                                             | 13         |          |      |      |
| 2017年2月25日                                                             | 14         |          |      |      |
| 2017年3月4日                                                              | 15         |          |      |      |
| 平均收視率                                                                | 平均收視率 |          | -    | -    |

## 製作團隊
- 導演：林清振
- 出品人：張孝威
- 發行人：楊盛昱
- 總監製：劉思銘
- 監製：戴天易
- 製作人：黃家新
- 執行監製：羅卓建勝、李芳瑩、陳慧郁
- 製片統籌：張志平
- 美術指導: 蔡佳鴻
- 編劇：謝叔芳、陳惠真、賴婉容、劉蕊瑄
- 聯合編劇：余家安、彭心楺
- 製作公司：豐采節目製作股份有限公司
- 贊助公司：TVBS歡樂台

## 外部連結
- 官方网站－TVBS
- 在一起，就好的Facebook專頁
- YouTube上的TVBS經典頻道頻道

| 臺灣 TVBS歡樂台 每週六 22:00 - 23:30                                                  | 臺灣 TVBS歡樂台 每週六 22:00 - 23:30                                       | 臺灣 TVBS歡樂台 每週六 22:00 - 23:30 |
| ------------------------------------------------------------------------------------- | -------------------------------------------------------------------------- | ------------------------------------ |
|                                                                                       | 在一起，就好 （2016年11月12日－2017年3月4日）                              |                                      |
| 麻醉風暴（重播） （2016年10月15日－2016年10月29日）我的媽媽（重播） （2016年11月5日） | 酸甜之味製作特輯 （2017年3月11日）酸甜之味 （2017年3月18日－2017年7月1日） |                                      |

| 新加坡 佳乐台“11点人气剧”剧场 星期一至五 23:05 | 新加坡 佳乐台“11点人气剧”剧场 星期一至五 23:05 | 新加坡 佳乐台“11点人气剧”剧场 星期一至五 23:05 |
| ---------------------------------------------- | ---------------------------------------------- | ---------------------------------------------- |
|                                                | 在一起，就好 (2018年4月30日-6月4日)            |                                                |
| 將軍在上 (2018年2月5日-4月27日)                | 一路繁花相送 (2018年6月5日-7月16日)            |                                                |